# Zbyněk Žalman
Zbyněk Žalman (*Častolovice, 19 juni 1920) was een Tsjecho-Slowaaks politicus. 

## Carrière
Žalman was na zijn middelbare school werkzaam als klerk (1939-1945). Hij sloot zich aan bij de rooms-katholieke Tsjecho-Slowaakse Volkspartij (CSL). Van 1945 tot 1946 was hij secretaris van het Regionale Comité van de CSL. In 1971 werd hij in de Tsjechische Nationale Raad (= regionaal parlement van Tsjechië) gekozen. In 1980 werd hij vicevoorzitter van dit orgaan (tot 1986).
Van 1966 tot 1968 was hij plaatsvervangend secretaris van de CSL in Centraal-Bohemen en van 1968 tot 1976 was hij secretaris van de CSL; in 1971 werd hij in het Presidium van de CSL gekozen. In 1976 werd hij secretaris van het Centraal Comité van het Tsjechisch Nationaal Front, een functie die hij tot 1981 bleef bekleden.
In 1981 werd Žalman tot voorzitter van de CSL gekozen als opvolger van František Toman, daarnaast bekleedde hij nog diverse functies binnen de Tsjechische Nationale Raad. Tijdens de Fluwelen Revolutie van november 1989 werd Žalman als partijvoorzitter vervangen door Josef Bartončík. Op 12 december 1989 nam hij ontslag als parlementariër.